# Ağsu (ville)
Pour les articles homonymes, voir Ağsu.
Ağsu est une ville d’Azerbaïdjan, capitale du raion du même nom.